# Superammasso dell'Aquario A
Il Superammasso dell'Aquario A (SCl 210) è un superammasso di galassie localizzato nella costellazione dell'Aquario alla distanza di circa 320 milioni di parsec dalla Terra (oltre 1 miliardo di anni luce).
Si stima una lunghezza di circa 65 milioni di parsec.
È formato dagli ammassi di galassie Abell 2511, Abell 2525, Abell 2569, Abell 2597, Abell 2638 e Abell 2670.